# Заплати другому
«Заплати́ друго́му» (англ. Pay It Forward, другой перевод: «Плата вперёд» или «Заплати вперёд») — американский художественный фильм 2000 года. Снят по мотивам одноимённого романа Кэтрин Райан Хайд.

## Сюжет
Автомобиль журналиста Криса Чандлера попадает в ДТП. Во время его отчаяния появляется совершенно незнакомый ему человек (преуспевающий адвокат), который предлагает свой шикарный «Ягуар» в обмен на его визитку.
В центре фильма — ученик седьмого класса Тревор Маккинни, который живёт со своей матерью Арлин (Хелен Хант), разрывающейся между двумя работами и выпивающей в остальное свободное время. Тревор пытается ей помочь, сблизиться с матерью, но каждая подобная попытка приводит лишь к новым конфликтам.
С нового учебного года в класс, где учится Тревор Маккинни, приходит новый учитель обществоведения Юджин Симонет (его лицо изувечено шрамами — результат детского конфликта с отцом-алкоголиком). На первом же уроке он говорит воодушевляющие слова о месте человека в мире и даёт задание: придумать способ изменить мир и постараться воплотить в жизнь свою задумку. Ученики с готовностью откликаются. Среди прочих звучит идея разместить в интернете сайт на китайском языке с предложением всем китайцам одновременно подпрыгнуть, чтобы сместить земную ось. Принципиально иной подход к выполнению задания у Тревора. Его идея сводится к бескорыстной помощи трём незнакомым людям, каждый из которых, в свою очередь, также поможет трём незнакомцам («передать добро дальше»)… Теоретически число добрых дел должно возрастать в геометрической прогрессии.
Первым «объектом» своего опыта Тревор выбирает бомжа-наркомана, которого приводит в дом, кормит и даёт ночлег. Его мать крайне возмущена подобным поступком сына, и приходит в школу выяснить, «кто дал Тревору такое дурацкое задание». Таким образом Арлин знакомится с Юджином, который становится вторым «объектом» Тревора — он решает устроить семейные отношения людей, которых любит.
В качестве третьего «объекта» Тревор выбирает своего одноклассника, страдающего от издевательств местных школьников-хулиганов.
Идея Тревора рушится на глазах: наркоман снова опускается на дно, мама с Юджином постоянно ссорятся и всё никак не могут сойтись, Тревор боится вступиться за одноклассника. Но идея «заплати другому» через маму и бабушку Тревора начинает свою собственную жизнь, распространяясь в других городах. Доходит это и до журналиста, получившего в подарок «Ягуар». Его заинтересовал принцип взаимопомощи, и он начинает собственное расследование, шаг за шагом приближаясь к родоначальнику идеи — Тревору. Для этого совершает путешествие из Лос-Анджелеса в Лас-Вегас, где берёт у него интервью в школьной аудитории. Проникновенный монолог ребёнка слушают, в том числе и его мама с учителем. Юджин так вдохновляется услышанными словами, что решает переступить через собственную нерешительность и делает предложение Арлин.
Романтическое мгновение прерывается подростковой дракой. Тревор, также вдохновлённый успехом своего эксперимента, находит в себе смелость вступиться за одноклассника, помочь которому раньше он не решился. Эта драка оказывается роковой — у одного из нападавших в руках оказывается нож, от полученной раны в живот Тревор умирает в больнице. 
Вернувшиеся домой мать и учитель Тревора смотрят по телевзору его предсмертное интервью. 
Интервью Тревора выходит в эфир спустя несколько часов после его смерти. Выглянув на улицу, они видят сотни людей, собравшихся у их дома, чтобы отдать дань памяти Тревору — все те, кого за прошедшие несколько дней затронуло начатое им движение «заплати другому».

## В ролях
| Актёр              | Роль                                     |
| ------------------ | ---------------------------------------- |
| Хэйли Джоэл Осмент | Тревор МакКинни                          |
| Хелен Хант         | Арлин МакКинни (мать Тревора)            |
| Кевин Спейси       | Юджин Симонет (школьный учитель Тревора) |
| Джей Мор           | Крис Чандлер (журналист)                 |
| Джеймс Кэвизел     | Джерри (бомж-наркоман)                   |
| Джон Бон Джови     | Рикки МакКинни                           |
| Энджи Дикинсон     | Грейс                                    |
| Дэвид Рэмси        | Сидни Паркер                             |

## Отзывы
На сайте-агрегаторе Rotten Tomatoes фильм имеет рейтинг 39 % на основании 130 критических отзывов. На Metacritic фильм получил 40 баллов из 100 на основе 34 рецензий, что указывает на «смешанные или средние отзывы». 
Лиза Шварцбаум из Entertainment Weekly поставила фильму оценку «D», назвав его «предосудительным» за использование «бесстыдных клише эмоционального и физического ущерба», а затем «шантажирование аудитории», чтобы она присоединилась к движению «давайте будем хорошими» с целью быть приманкой для «Оскара».